# Tillandsia kirchhoffiana
Tillandsia kirchhoffiana är en gräsväxtart som beskrevs av Marx Carl Ludwig Ludewig Wittmack. Tillandsia kirchhoffiana ingår i släktet Tillandsia och familjen Bromeliaceae. Inga underarter finns listade i Catalogue of Life.